# Zwartstuittroepiaal
De zwartstuittroepiaal (Icterus abeillei) is een zangvogel uit de familie Icteridae (troepialen).

## Verspreiding en leefgebied
Deze soort is endemisch in het zuidelijke deel van Centraal-Mexico.